# Blato (Korčula)
Blato (olaszul: Blatta) falu és község Horvátországban, Dubrovnik-Neretva megyében.

## Fekvése
Makarskától légvonalban 43 km-re délnyugatra, Korčula városától légvonalban 27, közúton 37 km-re nyugatra, Korčula szigetén, a sziget nyugati részének közepén, az azonos nevű karsztmező közelében fekszik. A mező onnan kapta a nevét (blato = sáros), hogy időnként elárasztotta a víz. Ilyenkor valóságos tó keletkezett a helyén. A meliorációs munkák során később a területet kiszárították és egy föld alatti csatornán a vizet a sziget északi partján fekvő Bristva-öbölnél a tengerbe vezették. Ezzel megteremtették a feltételeket a termékeny mező sikeres kihasználásához. Maga a település a Zlinje nevű sík terület körül és a környező dombokon fekszik. Zlinje egyúttal Blato legismertebb utcájának a neve egy híres hársfasorral és parkkal. Blato a sziget északi és déli részén is rendelkezik tengeri kijárattal. Partszakasza az északi oldalon a Sprtiška-öböltől a Lovornik-öbölig, a déli oldalon a Slatina-öböltől a Vinačac-öbölig terjed. Egykori fő kikötője az északi oldalon 4 km-re fekvő Prigradica volt. Tengerpartjának teljes hossza 36,3 km. A község területének nagy részét a nagy kiterjedésű megművelt mező teszi ki, de a környező hegyek lejtőin és a környező dombokon is olajfa- és szőlőültetvények találhatók. Az egyes birtokokat szárazon rakott kőfalak választják el egymástól.
Korčula szigetéhez hasonlóan Blato éghajlata is mediterrán, száraz és forró nyarak, enyhe és nedves telek jellemzik. Csak januárban és februárban kerül a napi középhőmérséklet 10 °C alá, míg júniusban, júliusban, augusztusban és szeptemberben 20 °C felett van. A csapadék mennyisége is a mediterrán éghajlatra jellemző, a legnagyobb mennyiség ősz végén és a tél elején, a legkevesebb júliusban esik le.

## Története
A szigeten élő első ismert nép az illírek voltak, akik az i. e. 2. évezredben jelennek meg. A magaslatokon épített erődített településeken éltek, melyek nyomai Korčula szigetének mintegy harminc pontján, többek között a Blato határában fekvő Kopila nevű régészeti lelőhelyen találhatók meg. Az itteni történelem előtti vármaradvány alatti terület a keleti-adriai görög-római kultúra egyik legfontosabb lelőhelye, ahol már a 19. században többször találtak korinthoszi feketealakos tárgyakat, a dél-adriai vaskorra jellemző fémből és csontból készített ékszereket. A lelőhelyen 2012-ben kezdődtek meg a zárai egyetem régészeti kara, a vela lukai kulturális központ és Blato község önkormányzata támogatásával a szakszerű feltárások. Az egykori vár alatti ún. tumulusból előkerült régészeti leletek legnagyobb része az i. e. 4. és a 2. század közötti időszakra datálódik. Részben görög, részben helyi, durvább kivitelezésű cseréptöredékek, fémékszerek, fegyverek, üvegtárgyak is előkerültek. Halottaikat kőből rakott halomsírokba temették, melyek általában szintén magaslatokon épültek. Ilyen halom sírok találhatók a község területén többek között Lukovaracon, Naraton, Puhovac – Glavicán, a Blatsko poljén fekvő Dugi Podnál, Kraljevacnál, Čelopikén és a blatoi temető felett is.
Az illírek i. e. 30-ig uralták a szigetet, amikor Octavianus hadai végső győzelmet arattak felettük. A római légionáriusok a mai Blato környékén is letelepedtek magukkal hozva kultúrájukat, életmódjukat, szokásaikat. A római villagazdaságokban nagy mennyiségű gabonát, olívaolajat, bort, sózott halat és más élelmiszert állítottak elő, melyekkel élénk kereskedelmet folytattak. Ezek a tágas, kényelmesen berendezett épületek központi fűtéssel, díszes mozaikpadlóval, luxustárgyakkal rendelkeztek. Az itteni fényűző életről árulkodnak a díszesen faragott sírkövek is. Ilyen villagazdaságok álltak valamikor Mala Krtinján és Dubovica-Hrastovicán. A római civilizáció a 3. századtól indult hanyatlásnak, a kereskedelem megszűnt, a villagazdaságok elpusztultak, vagy kisebb településközpontokká alakultak. Ez a kereszténység elterjedésének időszaka, amikor több kisebb templom épült a szigeten. A ma ismert templomok közül a legrégebbi a dugi podi Szent Mihály templom valószínűleg még az illírek által épített vár maradványaira épült, bár első említése csak sokkal később, a 14. században történt. 6. századi ókeresztény bazilika romjaira építették a 13. században a zablaći Szent Kozma és Damján templomot is.
A 8. században a horvát betelepülés részeként egy rettegett tengeri kalóznép a neretvánok telepedtek itt le, akik hajóikkal évszázadokig uralták az Adria térségét adózásra kényszerítve a gazdag Velencei Köztársaságot is. A korai középkor időszakából szinte semmilyen adat nem maradt fenn a térségből. A 13. században már a korčulai grófok irányították a szigetet, akik alattvalóiknak statutumban (1214.) írták elő kötelezettségeiket. Blato (oppidum Blattae) 1386-ban szerepel először Pauliniusnál írásos forrásban. A statútumban foglaltakból kiderül, hogy a javak védelmére Blatonak is volt saját őrsége, melyet kumpanijának neveztek. A 14. századtól felépült, vagy megújult számos templom és a hitélet egyre szervezettebb lett. A 16. század végére már két plébánia is működött a településen, melyek 1769-ben egyesültek újra. Blato számos templomának védőszentje közül a legnagyobb tisztelet Szent Vincenca római vértanút övezte, akinek ereklyéjét az utolsó korčulai püspök Koserić 1792-ben kapta meg VI. Pius pápától. Az ereklyét 1795. április 7-én ünnepélyes keretek között hozták Blatora, ahol később a plébániatemplomban, a részére külön kialakított kápolnában helyezték el. Azóta Szent Vincenca a település védőszentje. Minden év április 28-án a szent relikviáit körmenet keretében hordozzák körbe a városban.
A velencei uralomnak 1797-ben vége szakadt és osztrák csapatok vonultak be Dalmáciába. 1806-ban az osztrákokat legyőző franciák uralma alá került, de Napóleon lipcsei veresége után 1813-ban újra az osztrákoké lett. Blato 1865-től lett önálló község. A településnek 1857-ben 3450, 1910-ben 7107 lakosa volt. 1918-ban az új szerb-horvát-szlovén állam, majd később Jugoszlávia része lett. A második világháború idején a Független Horvát Állam része volt. A háború után a szocialista Jugoszlávia része lett. 1962-ben az önálló Blato községet megszüntették és az egységes Korčulához csatolták. Önálló községi rangját csak a független Horvátország megalakulása utáni közigazgatási reform alkalmával, 1993-ban kapta vissza. A községnek 2011-ben 3570 lakosa volt, akik főként a mezőgazdaságból és a turizmusból éltek.

## Népesség
| Lakosság változása | Lakosság változása | Lakosság változása | Lakosság változása | Lakosság változása | Lakosság változása | Lakosság változása | Lakosság változása | Lakosság változása | Lakosság változása | Lakosság változása | Lakosság változása | Lakosság változása | Lakosság változása | Lakosság változása | Lakosság változása |
| ------------------ | ------------------ | ------------------ | ------------------ | ------------------ | ------------------ | ------------------ | ------------------ | ------------------ | ------------------ | ------------------ | ------------------ | ------------------ | ------------------ | ------------------ | ------------------ |
| 1857               | 1869               | 1880               | 1890               | 1900               | 1910               | 1921               | 1931               | 1948               | 1953               | 1961               | 1971               | 1981               | 1991               | 2001               | 2011               |
| 3.450              | 4.928              | 4.035              | 4.981              | 5.781              | 7.107              | 8.050              | 8.073              | 5.604              | 5.676              | 5.148              | 5.912              | 3.861              | 4.093              | 3.659              | 3.570              |

## Nevezetességei
- A főtéren álló, a Mindenszentek tiszteletére szentelt plébániatemploma[4] valószínűleg a 14. században épült. Építtetője valószínűleg az első korčulai püspök volt. Első írásos említése 1350-ben történt. Története során többször is átépítették és bővítették. 1664-ben épült a templom nyugati része. 1814-ben a Szent Vincenca ereklye számára építettek hozzá kápolnát. Harangtornyát a 18. században építették, mai harangjai 1929-ben készültek. A márvány főoltár a keleti részben áll. Az oltár díszítő képeket, melyek a mindenszenteket és a Szűzanyát gyermekével ábrázolják az itáliai reneszánsz festő Girolamo da Santacroce festette 1540 körül. A nagy tiszteletnek örvendő Szűz Mária szobrot a legenda szerint az egyik közeli öbölben találták. Hálájuk jeléül a hívek gyöngysorokkal ékesítették, így ebben a formájában egész Dalmáciában egyedülálló. A templom nyugati oldalán Szent Márk és Szent János evangélisták, az északi oldalon Szent Illés és Szent Jeremiás próféták barokk szobrai láthatók.
- Blato további templomai és kápolnái:

- A blatoi mező északnyugati részén álló krtinji Szent Márton templomot 1346-ban említik először, 1828-ban megújították. Egyhajós, négyszög alaprajzú, dongaboltozatos épület. Egyetlen jellegzetes külső stilisztikai eleme a nyitott harangtorony csúcsíves nyílása, mely a 14. vagy a 15. században készült. Bár néhány eleme (köztük a 90 centiméteres falak) arra utal, hogy eredetileg védelmi funkciója is lehetett. Az apszis nélküli négyszög alaprajz is eléggé szokatlan a középkori szakrális épületek között. A templom az idők során szinte teljesen tönkrement, így a 19. század első felében végzett felújítási munkálatai eléggé megkéstek.

- A régi temetőben álló Szent Kereszt templom a források szerint 1346-ban épült Jakov Radostić végrendelete alapján. Egyhajós épület félköríves apszissal. A csúcsívesen boltozott hajó 14. századi gótikus, de a román stíluselemeket viselő apszis a szakemberek szerint legkésőbb a 13. század végén épülhetett. Így lehet, hogy a templom építése több fázisban ment végbe.

- A veli učijaki Szent Vid templomot 1650-ben építették. Ide temetkezett 1888-ban Marko Kalogjer spliti püspök, mögötte ószláv temető található.

- A Legszentebb Szentháromság és Szent Lúcia templomot 1687-ben a régi templom helyére építtette J. Mirošević plébános. Az egyik legszebb fából faragott oltárral és antependiummal büszkélkedhet egész Dalmáciában.

- A település közepén, a plébániatemplomtól mintegy száz méterre keletre álló Szent Jeromos templomot 1445-ben építették, kezdetben Bogdan Radić magántemploma volt. Egyhajós késő gótikus épület félköríves, román stílusú apszissal, mely legkésőbb már a 13. század végéig felépülhetett. Ennek alapján megállapítható, hogy a templom két építési fázisban készült el. Ezt azonban csak egy régészeti feltárás tisztázhatja véglegesen.

- A mali učinjaki Gyógyító Boldogasszony kápolnát 1871-ben, egy a szigeten pusztító nagy járvány után építették. A 17. századi oltárt a plébániatemplomból hozták át.

- A blatoi mező északi szélén álló poljai Boldogasszony templom valószínűleg a település első plébániatemploma volt, melyet már 1336-ban említenek. Vela Luka közelében áll. 1970-be és 1976-ban régészeti szondázást végeztek a templomban, mely során megállapították, hogy régebbi alapokra épült. Mintegy egy méteres mélységben római villa rustica alapfalait tárták fel, melynek helyére előbb egy régebbi szakrális épület létesült. Pontosabb eredményeket csak egy alaposabb régészeti feltárás hozhat.

- A Szent Borbála templomot a 17. században említik először. Közvetlenül a török alóli felszabadulás után építette Franko Milošević.

- A blatoi mezőtől délre álló lovi Remete Szent Antal kápolnát 1395-ben említik először, körülötte régi temető volt. Kis méretű, egyhajós, apszis nélküli, négyszög alaprajzú, dongaboltozatos épület. Szokatlan a tájolása, mely a középkori templomokkal ellentétben észak-déli irányú. Kevés stílusbeli jellegzetessége lehetetlenné teszi pontos kormeghatározását. A körülötte fekvő temető és a szokatlan tájolás nyitva hagyja a lehetőséget, hogy a helyén egy régebbi épület állt, de ezt csak egy régészeti feltárással lehetne tisztázni.

- A Blaton belül álló veli strani Szent János evangélista kápolnát a 14. században építették. Első írásos említése 1389. január 19-én történt. Apszis nélküli egyhajós épület. Mai formáját legkorábban a 16. században nyerte el. Az is elképzelhető, hogy időközben a 14. századi épületet lebontották és a mai kápolna ennek a helyén épült. Oltára és oltárképe a 19. században készült.

- A trolukai Szent Péter kápolna a 18. században épült fedett loggiával.

- Az Angyali Üdvözlet kápolnát 1650-ben fogadalomból építette Šimun Nalešić tengerész.1947-ben egy útépítés miatt 50 méterrel arrébb kellett helyezni.

- A blatoi mező nyugati peremén álló zablaćei Szent Kozma és Damján templom valószínűleg a sziget első temploma volt. A 13. században építették egy 6. századi ókeresztény bazilika maradványaira. Körülötte ószláv temetőt találtak. Első említése 1363-ban történt. Egyhajós épület négyszögletes alaprajzzal és négyszögletes apszissal. A csúcsíves boltozat legkésőbb a 15. század végén készült. Az 1969-től kezdődött feltárások csak megerősítették az épület ősiségét. A szakemberek újabban már a 12. századra keltezik, stílusában kora románnak, esetleg óhorvát épületnek tartják. Belsejében egyedülálló középkori, tengeri csatát ábrázoló graffiti került elő.

- A Mokran-mező feletti Szent Márk kápolna valószínűleg egy régi illír erődítmény helyén épült. Ezt igazolják a körülötte található kváderkövekből rakott védőfalak. 90 centiméter vastagságú falai alapján feltételezik, hogy az illír vár tornyának a helyén építették fel. A kápolnát 1765-ben, majd 1874-ben felújították. Egyhajós, apszis nélküli épület. Nyitott harangtornyának csúcsíves nyílása a 14–15. századra keltezi. A nyugati homlokzat vakolatán egy 19. századi vitorláshajó képe látható bevésve.

- A Blatotól nyugatra fekvő Potirna feletti hegyen álló Szent György kápolna első említése 1411-ben történt. Egyhajós, apszis nélküli, négyszög alaprajzú épület csúcsíves gótikus boltozattal, melyen még meglátszanak a korábbi dongaboltozat nyomai. Az oltár antependiumába ókori szarkofág töredéke van beépítve. Stilisztikai elemek hiányában pontos kormeghatározása nem lehetséges. A magaslaton, ahol a kápolna is áll nagy kváderkövekből szárazon rakott védőfalak maradványai látszanak, így igen valószínű, hogy ezen a helyen az ókorban az illírek egyik vára állt. A kápolna méretei alapján elképzelhető, hogy az egykori vár tornyának, vagy megfigyelőpontjának a helyén épült. A kápolnát magaslati fekvése miatt gyakran károsította villámcsapás.

- A prigradici Ferreri Szent Vince kápolna 1965-ben épült. A 16. században még a tengerparton állt, később a település felett építették újra.

- Az új temetőben álló Szent Kereszt templom 1904-ben épült.

- A blatoi mező déli oldalán emelkedő kis dombon álló dugi podi Szent Mihály templom első említése 1346-ban történt. A templom román stílusú és nagyon régi. Egyhajós épület, négyszögletes alaprajzzal. Eredetileg apszisa is volt, a keleti homlokzat előtti nyomok alapján valószínűleg félköríves. A dombon amelyen áll illír kerámia töredékek, szárazon rakott kőfalak maradványai kerültek elő. Ez alapján, no meg a domb stratégiai fekvése alapján feltételezik, hogy illír erődítmény alapjaira épült. Ezt támasztja alá a falak szokatlan méretezése is, hiszen amíg az oldalfalak mintegy egy méter szélesek, a keleti és nyugati fal szélessége mintegy 70 centiméter, mely ilyen kis métereknél elég szokatlan. A stílusjegyek alapján az épület nem lehet későbbi a 13. századnál. Szakszerű régészeti feltárása még várat magára, ennek megtörténte után nagyszerű kilátó- és kirándulóhellyé kívánják alakítani.

- A prigradici út melletti Szent Liberan kápolnát a 17. században építették.

- A blatoi hársfasort 1911-be telepítették a település főútjának teljes hosszában. Hosszúsága 1 kilométer, ezzel a második leghosszabb hársfasor Európában.
- Kopila régészeti lelőhely[11] a görög-római kultúra egyik legfontosabb lelőhelye. A lelőhelyen 2012-ben kezdődtek meg a zárai egyetem régészeti kara, a vela lukai kulturális központ és Blato község önkormányzata támogatásával a szakszerű feltárások. Az egykori vár alatti ún. tumulusból előkerült régészeti leletek legnagyobb része az i. e. 4. és a 2. század közötti időszakra datálódik.
- A Mišjak-hegy lábánál, Vela polja keleti részén, egy római villa rustica maradványai találhatók, amelyet útépítés során fedeztek fel. Maradványaira épült a középkorban a Poljei Szűzanya temploma. Az 1979-es régészeti kutatások mintegy 50 m hosszan feltárták az épületkomplexum egy részét, egy különösen értékes, jó állapotban fennmaradt gazdasági épülettel, ahol bor- és olajfeldolgozó üzemelt. Számos lelet alapján a villagazdaság a 2. és 6. század közötti időszakban volt használatban.[12]
- A települést új zarándokhellyé avatta, hogy 1998. november 21-én a Szent Ferenc Irgalmas Lányai itteni kolostorának kápolnájában helyezték örök nyugalomra a rend alapítóját, a blatoi születésű boldog Marija Petković szerzetesnővért. A rendnek 1920 óta működik kolostora a településen, mely egyben a világon az első kolostoruk is.
- A Blato-mező délnyugati részén található Lokvica lelőhely egy újkőkori lelőhely, amely Korčula szigetének első ismert nyílt típusú neolitikumi települését jelöli.[13]
- A Veprijak nevű lelőhelyen egy őskori erődített település maradványai találhatók. A legszembetűnőbb része az a bedőlt fal, amely a nyugati és délkeleti szakaszon található. A lelőhely kora az i. e. 2. évezred második felére és az i. e. 1. évezred elejére nyúlik vissza.[14]
- Blato 15 fennmaradt kastélyának egyike az Arneri-kastély, mely egy magas fallal körülvett 14. századi védelmi építmény és gazdag díszítésével kiemelkedik a többi blatoi kastély közül. Díszítések találhatók az ajtó- és ablakkereteken, az erkélytartó konzolokon, a tető sarkain, a kapuzaton és a kastély belsejében is gazdag kődíszek találhatók.[15] Egy másik védett kastélyépület a Verzotti-kastély [16] az egyik legrégebbi kastély Blatoban. A 15. század végén és a 16. század elején épült az Adriai-tenger török támadása idején. Négyzet alakú, faragott kövekből épült, kétszintes és keskeny épület, keskeny ablakokkal, ajtókkal és lőrésekkel. A második emeleten egy konzolokon nyugvó erkély található, amely lakóépület jellegű megjelenést kölcsönöz ennek a kastélynak. A Petković-kastély[17] Blato történelmi együttesén belül található. Az épület az erődépítészet minden elemével rendelkezik, ugyanakkor az egyik legrégebbi a blatoi kastélyok közül. A kastély a 15. század végén és a 16. század elején épült az Adria török inváziójának idején. Faragott kövekből épített, négyszögletes alappal rendelkező, kétszintes, keskeny épület, keskeny nyílászárókkal, lőrésekkel. A torony korábban sokkal feltűnőbb volt, mert a kastélyok magányosan álltak a területen. A második emelet felett terasz található. A védelem mellett gazdasági és nyaraló funkciója is volt.
- A plébániatemplom előtti téren található az 1700-ban épült, kerek oszlopokon álló barokk nyitott loggia.  A belső teret kőpadok veszik körül. A loggia a helyi társadalmi élet folytonosságát képviseli.[18]
- A Pločice-világítótorony 1887-ben épült az azonos nevű szigeten, mely Hvar, Korčula szigetei és a Pelješac-félsziget nyugati széle között található. A világítótorony egyemeletes kőépülete téglalap alakú alaprajzú, a déli homlokzat közepén kiemelkedő torony található. A homlokzatot a földszinten két ablak és ajtó, az első emeleten pedig három ablak tagolja. Az oldalsó, rövidebb homlokzatok egy ablaknyílással rendelkeznek. A profilos párkányok a nyílások felett helyezkednek el. Ugyanilyen típusú párkány választja el a földszintet az első emelettől. Az épület a sziget északnyugati részén található, és egy nagy udvar veszi körül. A sziget északi oldalán hajókikötő található.[19]

## Gazdaság
Blato története során a lakosság fő bevételi forrása a mezőgazdaság, ezen belül is a szőlő és az olajbogyó termesztés volt. Mellettük még a szentjánoskenyér és a füge termesztése volt jelentős. A 20. század elején Blato több mint ezer vagon bort és harminc vagon olívaolajat értékesített. Házi szükségletre főként babféléket és gabonaféléket termesztettek. A mezőgazdaság gyors fejlődése magával hozta a szolgáltatások és a kereskedelem fejlődését is.
A település legrosszabb időszaka a két világháború között volt, amikor a filoxéra megtámadta a szőlőültetvényeket, melyek többsége tönkrement. A nagy gazdasági világválság itt is nagyarányú kivándorláshoz vezetett. A legfontosabb célok Amerika és Ausztrália voltak. A II. világháború után a település új fejlődésnek indult. A mezőgazdaság mellett főként az ipar és a turizmus fejlődött. A lakosság száma ennek ellenére még tovább csökkent. Az ipar újabb változáson ment át, mivel bezárt a Trikop textilüzem és a következő években a hajófelszereléseket és acélszerkezeteket gyártó Radež üzem lett az ipari termelés motorja.
A mezőgazdaság továbbra is jelentős gazdasági ág maradt, de a termés begyűjtése, feldolgozása és forgalmazása "Blato 1902" vállalat kezébe került. A cég ma már az egész ország területén foglalkozik mezőgazdasági termékek feldolgozásával és forgalmazásával. Az elhanyagolt olajfa és szőlőültetvényeket is fokozatosan felújítják és növelik a termelést. Az ipar és a mezőgazdaság mellett a turizmus is egyre jelentősebb szerepet játszik a helyi gazdaságban. A prizbai hétvégi házak és magánszállások, a prigradicai és más öblökben található panziók és apartmanok új lendületet adnak Blato fejlődésének.

## Oktatás
- Blato óvoda
- "Marija Petković" óvoda és bölcsőde
- Blato alapiskola
- Blato középiskola

## Kultúra
- Prigradicai filmfesztivál
- Blato népi zenekar és fúvós zenekar, melyet 1893-ban alapítottak és mintegy 40 tagot számlál
- Blatsko ljeto nyári kulturális fesztivál, melyet 1992 óta minden év július 15 és augusztus 15 között rendeznek
- "Barilo" múzeum
- Nemzeti könyvtár, melynek elődje a Horvát olvasókör volt
- Dani smiha (nevetés napja) karikatúra kiállítás
- Blatski fižuli – kulturális intézet
- Szatirikus sanzon fesztivál
- Nemzetközi karikaturista találkozó
- Aforizma találkozó
- "Kumpanjija" vitézi egyesület folklór estje

## Egyesületek
- A V. U. Kumpanjija egyesületet 1927-ben alapították, eredete azonban évszázadokra nyúlik vissza. Már az 1214-es korčulai statútum megemlíti, hogy a korčulai településeknek, köztük Blatonak önálló őrsége van, melyet már akkor kumpanijának neveztek. Ezt a régi testületet kívánták a mai egyesület alapítói feléleszteni 1927-ben főként hagyományőrző jelleggel. Az egyesület tagjai máig már több mint száz nemzetközi fellépésen vannak túl lelkesítve a nézősereget. Az első ilyen fellépésük 1934-ben történt Ljubljanában. Munkájukkal a legmagasabb állami elismeréseket érdemelték ki. Az évi fő fellépésük április 28-án, Szent Vincence ünnepén, Blato védőszentjének napján történik, amikor teljes eredeti repertoárjukat előadják.
- Sv. Vincenc horvát zenei egyesület

## Sport
- NK BŠK Zmaj Blato labdarúgóklub, alapítva 1926.
- Tornado Prigradica vízilabdaklub
- "Hrvatski sokol Blato" tornaegyesület, alapítva 1906.

## Híres emberek
- Mark Bosnich horvát származású ausztrál labdarúgó kapus családja innen származik
- Meri Cetinić horvát énekesnő családja innen származik

Itt születtek:
- Ante Žanetić horvát labdarúgó, olimpiai bajnok
- Ivo Padovan akadémikus, professzor, a horvát rákellenes liga alapítója
- Marija Petković szerzetesnővér, a Szent Ferenc Irgalmas Lányai, az egyetlen horvát alapítású szerzetesrend alapítója
- Zvonimir Šeparović professzor, egyetemi tanár, a Horvát Viktimológiai Társaság alapítója és első elnöke

## Galéria
- Blato központi tere a Franjo Tuđman tér
- Blato látképe
- A híres blatoi hársfasor
- Szűk utcácska a központban
- A Szent Vid templom
- A Gyógyító boldogasszony templom
- A Mindenszentek plébániatemplom harangtornya